# Aptenopedes
Aptenopedes is een geslacht van rechtvleugeligen uit de familie veldsprinkhanen (Acrididae). De wetenschappelijke naam van dit geslacht is voor het eerst geldig gepubliceerd in 1878 door Scudder.

## Soorten
Het geslacht Aptenopedes omvat de volgende soorten:
- Aptenopedes aptera Scudder, 1878
- Aptenopedes hubbelli Hebard, 1936
- Aptenopedes nigropicta Hebard, 1936
- Aptenopedes robusta Hebard, 1936
- Aptenopedes rufovittata Scudder, 1878
- Aptenopedes sphenarioides Scudder, 1878